# Deep Ecliptic Survey
Der Deep Ecliptic Survey ist ein astronomisches Projekt zur Suche nach Kuipergürtelobjekten. Es nutzt die Anlagen des National Optical Astronomy Observatory am Kitt-Peak-Nationalobservatorium.
Zu den bedeutenden Entdeckungen gehören (19521) Chaos, (28978) Ixion und 1998 WW31.